# 白馬大池駅
白馬大池駅（はくばおおいけえき）は、長野県北安曇郡小谷村大字千国にある、東日本旅客鉄道（JR東日本）大糸線の駅である。駅番号は「11」。

## 歴史
現在の信濃森上駅 - 南小谷駅間が開通した際に、当地に駅は設けられていなかったが、第二次世界大戦終戦直後に地域住民による新駅設置の期成同盟会が設けられ、東京や新潟の鉄道当局へ直接陳情を行った。
結果、当時運輸政務事務次官を務めていた佐藤栄作にも直接陳情を行うことができ、駅設置の許可もとりつけ、まず1947年（昭和22年）に仮乗降場として開業、その後1948年（昭和23年）に正規の駅として開業した。

### 年表
- 1947年（昭和22年）12月1日：国鉄の川内下仮乗降場として開業[1]。当初のホームは現在駅より100メートルほど松本方に設けられていた。
- 1948年（昭和23年）9月25日：白馬大池と改称して駅に昇格[1][2]。旅客営業のみ[4]。
  - 仮乗降場の名称は地域の名をとり「川内下」としていたが、駅名としては陳腐、として、比較的知名度がある白馬大池（駅西方にそびえる白馬乗鞍岳の山頂付近に所在）から駅名をとった[3]。
- 1967年（昭和42年）12月：同月20日の大糸線南小谷電化に合わせて駅舎改築[5][3]、現在地に移転。
- 1980年（昭和55年）6月5日：業務委託駅となる[3][6]。
- 1983年（昭和58年）3月25日：荷物の扱いを廃止し[新聞 1]、駅員無配置駅となる[新聞 2]。地元請負の簡易委託によって乗車券の発売を継続[3]。
- 1987年（昭和62年）4月1日：国鉄分割民営化に伴い、東日本旅客鉄道（JR東日本）の駅となる[7]。
- 2000年（平成12年）4月1日：簡易委託を終了[要出典]。
- 2014年（平成26年）
  - 11月22日：長野県神城断層地震により、信濃大町駅 - 糸魚川駅間を23日まで運休[新聞 3]。
  - 12月7日：白馬駅 - 南小谷駅間の運転再開により、営業を再開[新聞 4]。

## 駅構造
単式ホーム1面1線を有する地上駅である。南小谷駅管理の無人駅である。

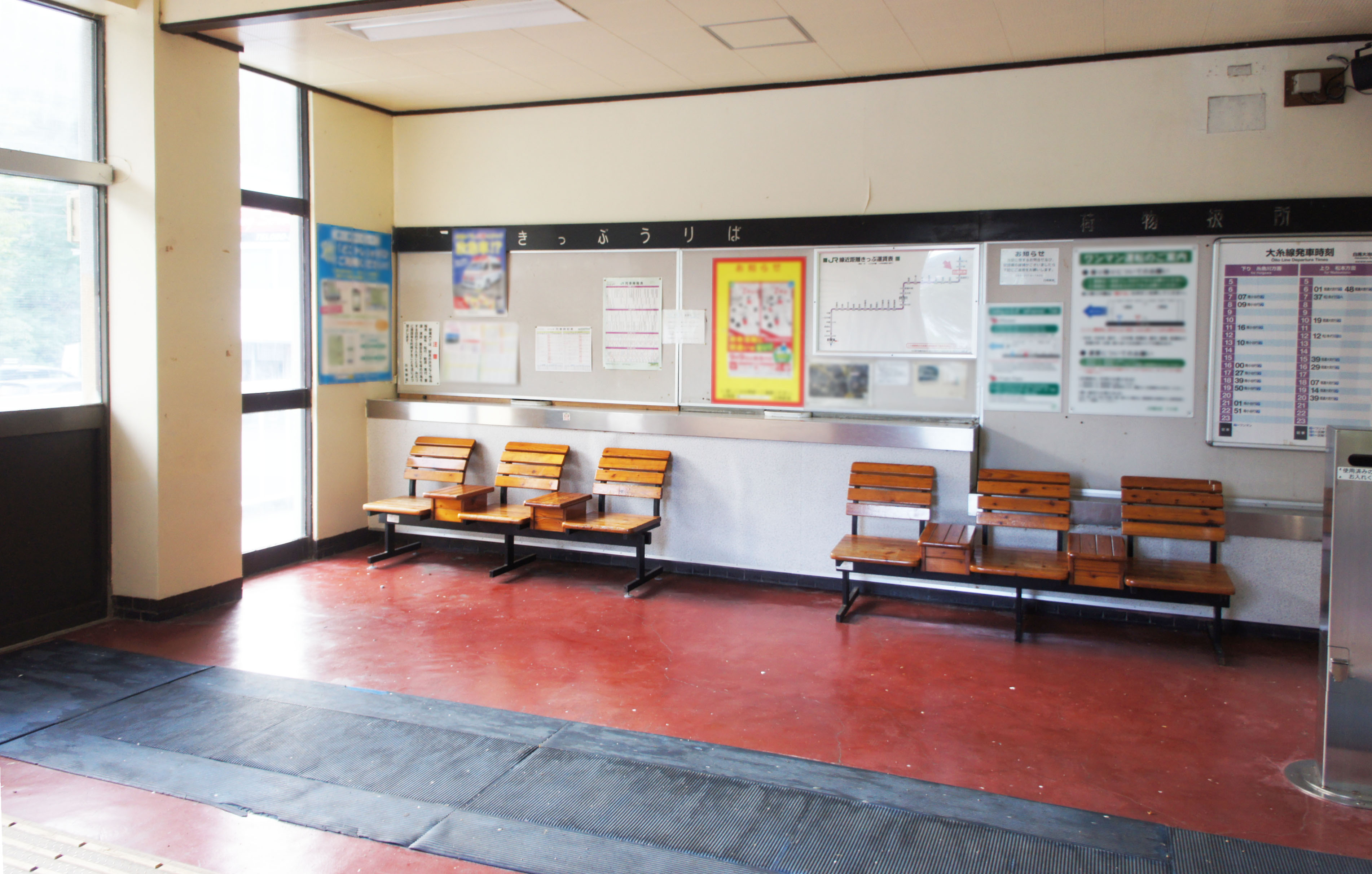
待合室（2021年8月）
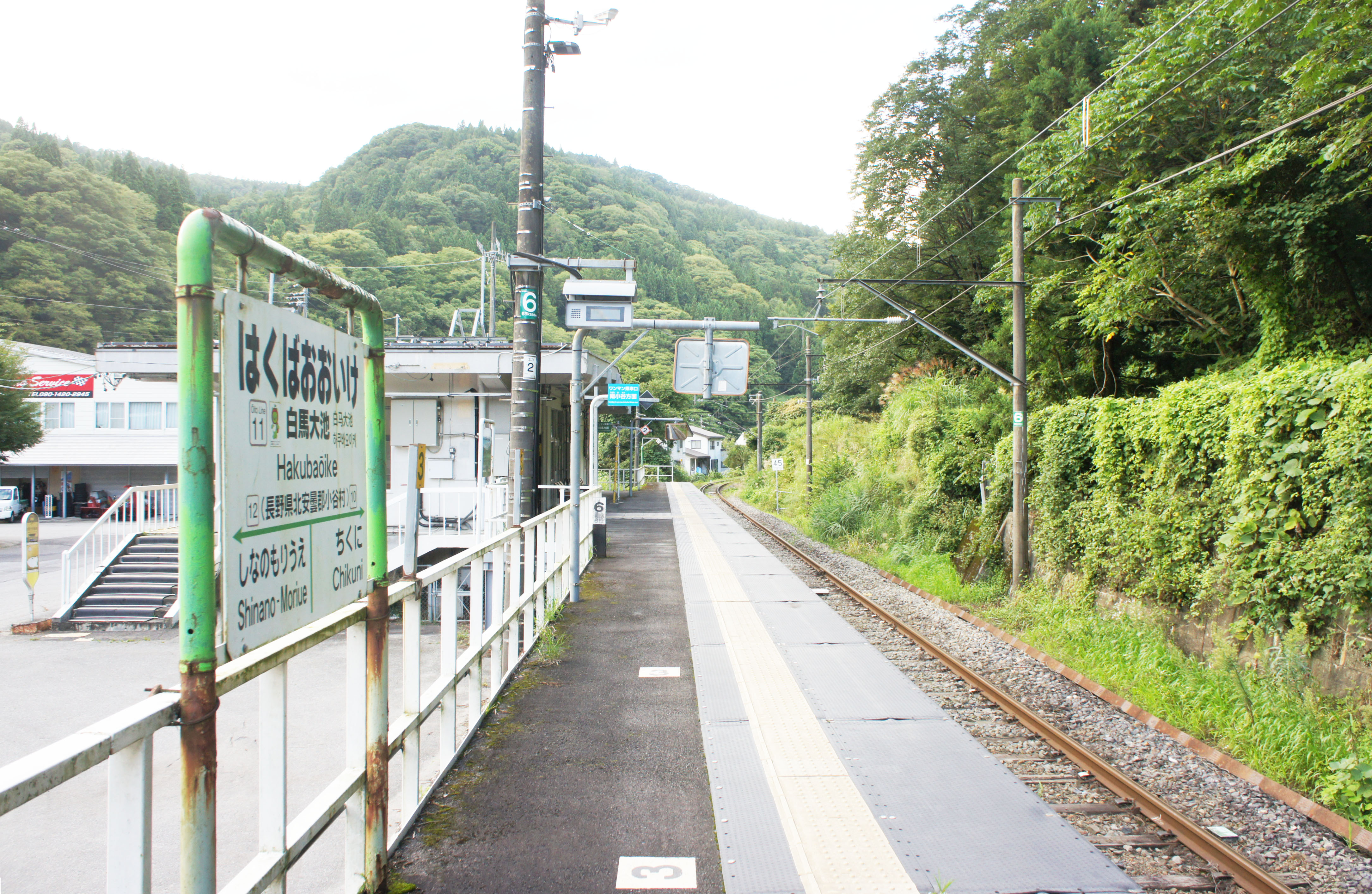
ホーム（2021年8月）

## 利用状況
「長野県統計書」によると、2007年度（平成19年度）、2009年度（平成21年度）- 2011年度（平成23年度）の1日平均乗車人員の推移は以下のとおりであった。
| 乗車人員推移       | 乗車人員推移     | 乗車人員推移 |
| 年度               | 1日平均 乗車人員 | 出典         |
| ------------------ | ---------------- | ------------ |
| 2007年（平成19年） | 15               | [ 1 ]        |
| 2009年（平成21年） | 8                | [ 1 ]        |
| 2010年（平成22年） | 10               | [ 8 ]        |
| 2011年（平成23年） | 9                | [ 9 ]        |

## 駅周辺
山と川に挟まれた立地にあり、住宅はほとんどない。付近に小谷村と白馬村の境界線が通っている。
- 国道148号
- 姫川
- 栂池高原[1]
  - 栂池高原スキー場
- 小谷村営バス「白馬大池駅」停留所 - 栂池線[10]

## 隣の駅
東日本旅客鉄道（JR東日本）
■大糸線
信濃森上駅 (12) - 白馬大池駅 (11) - 千国駅 (10)

### 報道発表資料
1. 1 2  『大糸線に「駅ナンバー」を導入します』（PDF）（プレスリリース）東日本旅客鉄道長野支社、2016年12月7日。オリジナルの2016年12月8日時点におけるアーカイブ。2016年12月8日閲覧。

### 新聞記事
1. ↑  「日本国有鉄道公示第242号」『官報』第16840号1983年3月24日。
2. ↑  「「通報」●大糸線島内駅ほか8駅の駅員無配置について（旅客局）」『鉄道公報』日本国有鉄道総裁室文書課、1983年3月24日、2面。
3. ↑  “41人けが、全壊34棟 長野北部地震、余震70回に”. 中日新聞 (中日新聞社). (2014年11月24日)
4. ↑  “JR大糸線、全線復旧 15日ぶり、高校生ら歓迎” 信濃毎日新聞 (信濃毎日新聞社). (2014年12月8日)